# Schistotylus purpuratus
Schistotylus purpuratus là một loài thực vật có hoa trong họ Lan. Loài này được (Rupp) Dockrill miêu tả khoa học đầu tiên năm 1967.